# III. Ferenc thászoszi uralkodó
III. Ferenc Thászosz égei-tengeri görög sziget élén álló arkhón, leszboszi társuralkodó, I. Teodór leszboszi uralkodó és Orietta Doria genovai nemeslány fia.
Életéről nem sokat tudni, csupán annyit, hogy nőül vette rokona Palamédész enoszi uralkodó lányát, Valentinát. Thászosz élére történt kinevezése összefügghet azzal is, hogy Enoszt 1456-ban elfoglalták a törökök, amely nagy veszteség volt a leszboszi Gattilusiknak és a Genovai Köztársaságnak is.